# Форд Сити (Калифорнија)
Форд Сити (енгл. Ford City) насељено је место без административног статуса у америчкој савезној држави Калифорнија.

## Демографија
По попису из 2010. године број становника је 4.278, што је 766 (21,8%) становника више него 2000. године.
| Група             | 2000.         | 2010.         |
| Белци             | 2.546 (72,5%) | 2.140 (50,0%) |
| Афроамериканци    | 22 (0,6%)     | 28 (0,7%)     |
| Азијати           | 45 (1,3%)     | 36 (0,8%)     |
| Хиспаноамериканци | 771 (22,0%)   | 1.971 (46,1%) |
| Укупно            | 3.512         | 4.278         |